# Провъзгласяване на Каталонска република (2017)
Провъзгласяването на Каталонска република (на испански: República Catalana; на каталонски: República Catalana; на окситански: Republica Catalana) е извършено през 2017 г. от правителството на Испанската автономна област Каталония с приемането на специален закон след провеждането на референдум на 1 октомври 2017.

## Декларация за независимост
След като обявява резултатите от референдума, на 10 октомври каталонският парламент приема „Декларация за независимост“ (на каталонски: Declaració d'Independència de Catalunya) – политически текст, който е стъпка в посока на обявяването на независимост Документът е подписан от президента Карлес Пучдемон и от други членове на парламента. В своята реч Карлес Пучдемон заявява, че резултатите от референдума дават основание да се провъзгласи независима държава, но предлага на парламента да изчака известно време с акта на провъзгласяване, за да се започне диалог с испанските власти.

## Последствия
В отговор на 11 октомври испанското правителство на Мариано Рахой изисква от Карлес Пучдемон да отговори на въпроса „Провъзгласена ли е независимост от страна на Каталония?“ в срок до 16 октомври, и ако отговорът е утвърдителен, му дава срок до 19 октомври да отмени акта. След като не получава ясен отговор, на 21 октомври Рахой започва процес на лишаване на Каталония от автономния ѝ статут, позовавайки се на чл. 155 от конституцията на Испания. Каталонското правителство начело с Пучдемон е уволнено и за 21 декември 2017 г. са назначени извънредни парламентарни избори за Каталония.
Въпреки това на 27 октомври каталонският парламент с болшинство от 52% потвърждава Декларацията и обявява независимост от Испания, като провъзгласява областта за парламентарна република. В отговор, на 28 октомври управлението на автономна област Каталония е предадено на вицепремиера на Испания.
На 31 октомври текстът на Декларацията за независимост е обявен за противоконституционен от съда.

## Международна реакция
След провъзгласяването си републиката не е официално призната от нито една чужда държава. Напротив, представители на редица държави и международни организации изразяват мнение, че конфликтът е вътрешна работа на Испания и трябва да се реши с преговори.